# Власов, Трофим Леонтьевич
Трофи́м Лео́нтьевич Вла́сов (1901—1941) — генерал-майор артиллерии РККА, участник польского похода, советско-финской и Великой Отечественной войн.

## Биография
Трофим Власов родился 	17 сентября 1901 года в деревне Хизов (ныне — Кормянский район Гомельской области Белоруссии). Окончил сельскую начальную школу, затем поступил в Петроградскую школу юнг. В 1919 году Власов добровольно пошёл на службу в Рабоче-крестьянскую Красную Армию, в 1920 году вступил в ВКП (б). Окончил артиллерийскую школу красных командиров, в 1924 году — Ленинградское артиллерийское училище. Служил в артиллерийских подразделениях Московского военного округа. С 1935 года командир и военком 5-го артиллерийского полка 5-й стрелковой дивизии БВО. С 1939 года начальник артиллерии 23-го стрелкового корпуса.  Участвовал в польском походе РККА и советско-финской войне. С декабря 1940 года Власов командовал артиллерией 16-й армии Забайкальского военного округа.
В мае 1941 года 16-я армия получила приказ о переброске с Дальнего Востока на Украину. Начало Великой Отечественной войны генерал Власов встретил в дороге, будучи в Перми. В начале июля 1941 года прибыл на Западный фронт, где войска армии немедленно вступил в бой в ходе Смоленского оборонительного сражения. В условиях острейшей нехватки боеприпасов и больших потерь в материальной части умело руководил артиллерией армии, проявляя большое мужество в боях. 14 июля 1941 года в районе деревни Хохлово, руководя отражением очередной немецкой атаки, командующий артиллерией 16-й армии генерал-майор Трофим Власов получил смертельное ранение осколком снаряда и скончался по дороге в госпиталь. С воинскими почестями был похоронен на Покровском кладбище Смоленска, где после войны был открыт мемориал.
6 мая 1965 года посмертно награжден орденом Отечественной войны I степени
Воинские звания: полковник (17.02.1936); комбриг (31.12.1939); генерал-майор артиллерии (04.06.1940).